# Opius alsenus
Opius alsenus är en stekelart som beskrevs av Papp 1981. Opius alsenus ingår i släktet Opius och familjen bracksteklar. Inga underarter finns listade i Catalogue of Life.